# Siemszyce
Siemszyce [pronunciación en polaco: /ɕɛmˈʂɨt͡sɛ/] es un pueblo en el distrito administrativo de Gmina Łęczyca, dentro del Distrito de Łęczyca, Voivodato de Łódź, en Polonia central. Se encuentra aproximadamente 8 kilómetros al noroeste de Łęczyca y 42 kilómetros al noroeste de la capital regional, Łódź.